# Consell Nòrdic de Ministres
El Consell Nòrdic de Ministres, fundat el 1971, és l'òrgan de col·laboració oficial dels governs nòrdics en el marc de la cooperació nòrdica. La seva seu es troba a Copenhaguen. No s'ha de confondre amb el Consell Nòrdic malgrat els importants vincles entre les dues organitzacions: el Consell de Ministres fa de pont entre els respectius governs dels estats nòrdics, mentre que el Consell Nòrdic en reuneix els parlaments.